# Jenotdel
Vous lisez un « bon article » labellisé en 2017.

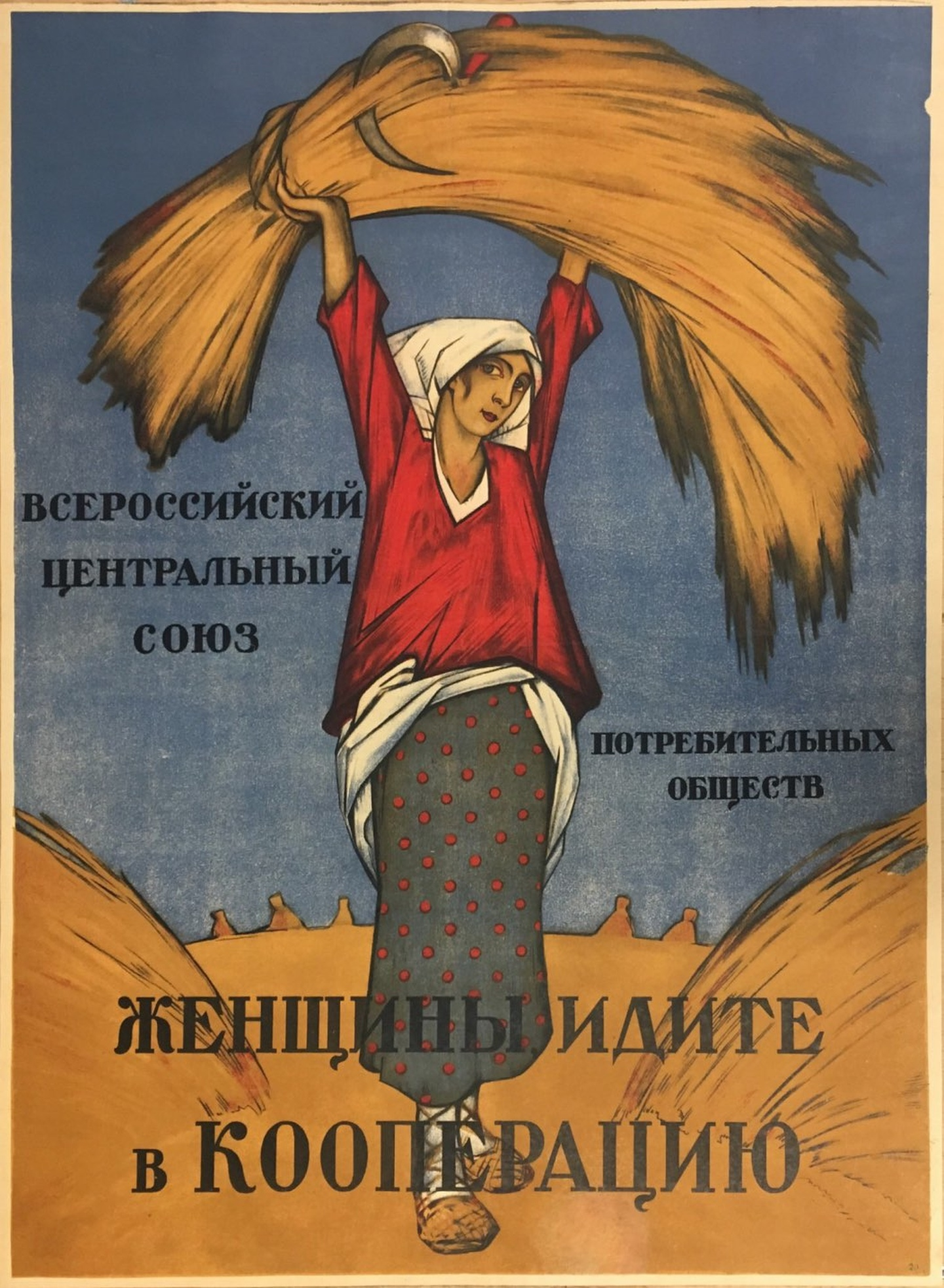
Affiche de propagande du Jenotdel.
Ignati Nivinski - Femmes, allez à la coopérative (1918).

Le Jenotdel, ou Genotdel (russe : Женотдел ; la transcription anglaise Zhenotdel est également souvent utilisée), était le département placé auprès du comité central et des comités locaux du Parti communiste russe (bolchevique) / Parti communiste pansoviétique (bolchevique), chargé de l'action du parti auprès des femmes dans les années 1920. Son nom est l'abréviation de Отдел по Работе Среди Женщин, Женский отдел (département pour le travail parmi les femmes), et il a également porté celui de Отдел работниц и крестьянок (département des ouvrières et des paysannes).
Il est créé en 1919 à partir de la Commission de l'agitation et de la propagande du parti. Inès Armand (1874-1920) en est la première responsable jusqu'à sa mort en 1920, date à laquelle elle est remplacée par Alexandra Kollontaï. Les autres dirigeantes sont Sofia Smidovitch, Klavdia Nikolaïeva et Aleksandra Artioukhina.
Le but officiel du Jenotdel est « d'éduquer les femmes dans l'esprit du socialisme et de les impliquer dans la direction de l'économie et de l'État ; de coordonner le processus de transformation des institutions du mariage et de la maternité ; de changer les conditions de vie ». À ce dernier titre, le Jenotdel promeut des changements concrets dans la vie des femmes, au travers de l'organisation des jardins d'enfants, d'écoles, de buanderies, ainsi que les déplacements vers le lieu de travail, en mobilisant les volontaires.
Il s'appuie sur un réseau de comités régionaux et locaux homonymes, les jenotdels. Le nombre des délégué(e)s du Jenotdel au sein du Parti a atteint 620 000 en 1926-1927.
L'action du Jenotdel se heurte à de fortes résistances dans la population, allant parfois jusqu'au lynchage de ses déléguées locales, mais également au sein du Parti communiste. Il connaît en outre des débats internes aigus, portant jusque sur le principe même de son existence. Après la mise à l'écart, le découragement ou la mort de ses principales dirigeantes, il est dissous en 1930, le pouvoir ayant alors considéré que « la question des femmes avait été résolue en URSS ».

## Contexte historique
La situation des femmes dans la Russie prérévolutionnaire est dure et inégalitaire. Leur niveau d'éducation est faible (le taux d'illettrisme est pour les femmes de 92 % en 1897) et les opportunités sont limitées pour celles qui ont reçu une éducation.
La vie des paysannes est marquée par l'excès de travail et les mauvais traitements. Les filles vont rarement à l'école, et restent à la maison pour s'occuper des enfants plus jeunes, jusqu'à ce quelle soient assez âgées pour travailler aux champs. Les mariages sont le plus souvent arrangés, sinon au plus offrant. Le cadeau offert traditionnellement à son gendre par le beau-père est un fouet, symbole de son autorité sur sa nouvelle femme. Les ouvrières et plus largement celles qui rejoignent les villes ont des salaires inférieurs à ceux des hommes. Elles sont pour l'essentiel cantonnées aux métiers domestiques et à l'industrie textile, la fabrication de chaussure, l'alimentation, la chimie, où elles occupent des emplois subalternes. Les métiers qualifiés ne leur sont pas ouverts.

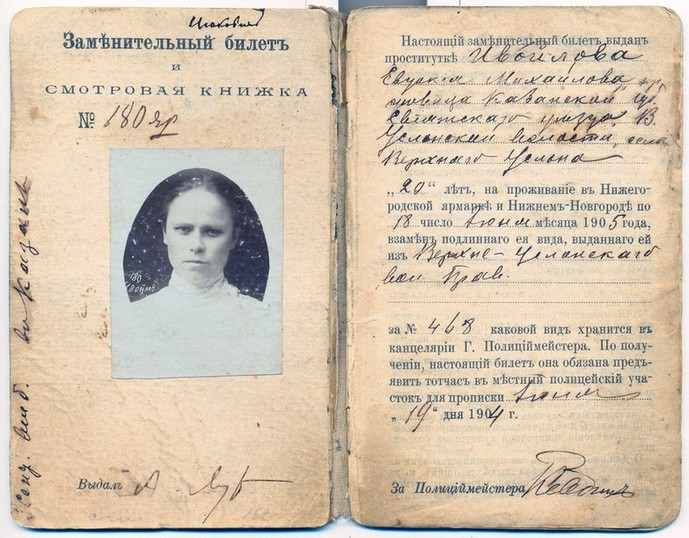
Passeport d'une prostituée de Nijni Novgorod - 1904.

Les femmes des classes intermédiaires et supérieures sont dans une situation plus favorable, mais avec des perspectives qui restent fermées. L'éducation leur est plus accessible, mais sans débouché professionnel. Juridiquement, la femme est contrainte par la loi à obéir en tout à son mari. Elle a une capacité juridique limitée. Les femmes n'ont pas le droit de vote, accordé pour la douma d'État de l'Empire russe en 1906 aux hommes sur une base censitaire.
La prostitution, encadrée par un passeport jaune et une carte médicale, fait partie des conséquences de la misère sociale. L'âge minimal en a été relevé de 16 à 21 ans en 1903 par le ministre de l'Intérieur. Les sociétés médicales alertent sur l'augmentation des avortements et les conditions sanitaires dans lesquels ils s'effectuent : en 1914, dans les cliniques de Saint-Pétersbourg jusqu’aux trois quarts des maladies liées à la grossesse sont les complications d’un avortement.
Les événements révolutionnaires de 1917 s'inscrivent dans un contexte de guerre, de famine et de crise politique, mais la question de la condition des femmes y est aussi présente. Le 23 février 1917 (8 mars dans le calendrier grégorien), pour la journée internationale des femmes, ce sont des femmes de Petrograd qui manifestent pour réclamer du pain. Après de nouvelles manifestations féminines, le gouvernement provisoire leur accorde le droit de vote, exercé pour la première fois par les femmes en Russie, et en Europe après la Finlande, aux élections municipales de l'été 1917[réf. souhaitée]. Après leur arrivée au pouvoir le 25 octobre 1917 (7 novembre dans le calendrier grégorien), les bolcheviks établissent une constitution d'une modernité « surprenante » en matière de droits des femmes, et prétendent vouloir « traduire l'égalité de droit dans les faits, en sortant les femmes de l'ignorance et de l'assujettissement ».
Le décret du 29 octobre 1917 (11 novembre dans le calendrier grégorien) sur la journée de 8 heures interdit le travail de nuit des femmes ; celui du 14 novembre 1917 (27 novembre dans le calendrier grégorien) sur les allocations de grossesse et de maternité crée en Russie le congé maternité ; suivent des décrets sur les salaires, instaurant un salaire minimum indépendant du sexe et sur les conventions collectives, confirmant le principe de la rémunération égale des hommes et des femmes, puis celui du 18 décembre 1917 (31 décembre dans le calendrier grégorien), sur le mariage civil, qui donne les mêmes droits à la femme et à l'homme dans la famille et dans le mariage. Par un décret de 1920, la RSFSR sera bientôt le premier État au monde à autoriser l’avortement.
Ces changements, majeurs et brutaux, interviennent alors que le pays s'installe dans le communisme de guerre, la guerre civile, l'effondrement économique et la famine.

## Création du Jenotdel
Le 16 novembre 1918, une conférence nationale pan-russe des travailleuses et paysannes a lieu à Moscou, avec une participation de plus d'un millier de déléguées élues. Les discussions portent notamment sur les questions de la famille, de la protection sociale, du rôle des femmes dans la révolution internationale, de la lutte contre la prostitution, du travail des enfants et du logement,.
Inès Armand et Alexandra Kollontaï y appellent le parti à « à organiser avec les militantes les plus actives du parti des groupes spéciaux d'agitation et de propagande, pour mettre en pratique l'idée du communisme ». Lénine manifeste son soutien à cette initiative en assistant personnellement à la conférence, de façon impromptue. À la suite de ce succès, le Parti donne son feu vert à la création de « commissions d'agitation et d'organisation parmi les ouvrières » et à celle d'une commission du comité central du PCR(b) dirigée par Inès Armand. Cette commission sera ensuite remplacée par le Jenotdel, mis en place en septembre 1919 par une décision du comité central,.
Ces décisions viennent en aval d'un processus d'organisation des mouvements de femmes déjà engagé avant et pendant la révolution d'Octobre, avec notamment :
- l'émergence, au sein du mouvement marxiste, de l'internationale socialiste des femmes et du Parti ouvrier social-démocrate de Russie du féminisme socialiste, sa place dans le mouvement ouvrier et sa relation avec les autres mouvements féministes faisant l'objet de débats constants. L'un des deux points à l'ordre du jour du 1er congrès du parti bolchevique après la révolution en 1917 est la question des femmes[13] ;
- le travail d'agitation fait lors de l'organisation des premières journées internationales des femmes en Russie, en 1913, dans la Pravda, et dans la revue La Travailleuse, autour de Konkordia Samoïlova[14],[15], puis la mobilisation des femmes socio-démocrates contre la guerre ;
- les premières conférences de travailleuses, organisées à Pétrograd, en novembre 1917[16].

La conférence de 1918 et la création du Jenotdel consacre et donne plus de force et de légitimité à ce féminisme révolutionnaire. Il est également indissociablement conçu, dès sa création, comme un instrument d'agitation et de propagande du PCR(b), ce que traduisent les termes « travail parmi les femmes ».

## Missions
Le Jenodtel a pour but « d'éduquer les femmes dans l'esprit du socialisme et de les impliquer dans la direction de l'économie et de l'État ; de coordonner le processus de transformation des institutions du mariage et de la maternité ; de changer les conditions de vie ».

### Services sociaux et éducatifs
La troisième de ces missions a pris d'emblée une importance déterminante, en raison du choix, volontaire ou imposé par la dégradation de la situation russe, d'asseoir le « travail parmi les femmes » sur une pratique d'action et de transformation sociale. Elle débute, au cours de la guerre civile, par la mise en place « sur le front de l'arrière » de comités d'aide aux malades et aux blessés de l'Armée rouge. Après la guerre, elle participe à l'aide aux victimes des famines et de l'effondrement économique, avec la fourniture de nourriture et d'abris aux personnes évacuées ou aux enfants des rues, pour lesquels sont créés des orphelinats et des colonies,.
Le Jenodtel prend aussi en charge des activités éducatives : alphabétisation, enseignement de l'hygiène, formation professionnelle de base. Les écoles d'alphabétisation créées par le Jenotdel auraient atteint le nombre de 25 000. Des services sont également mis en place pour donner davantage de temps aux femmes de s'investir dans la vie sociale et l'engagement politique : jardins d'enfants, d'écoles, de buanderies, transports, ou coopératives de consommation,.
Les ouvrières, paysannes ou ménagères recrutées dans ces activités et établissements constituent le vivier des déléguées du Jenotdel.

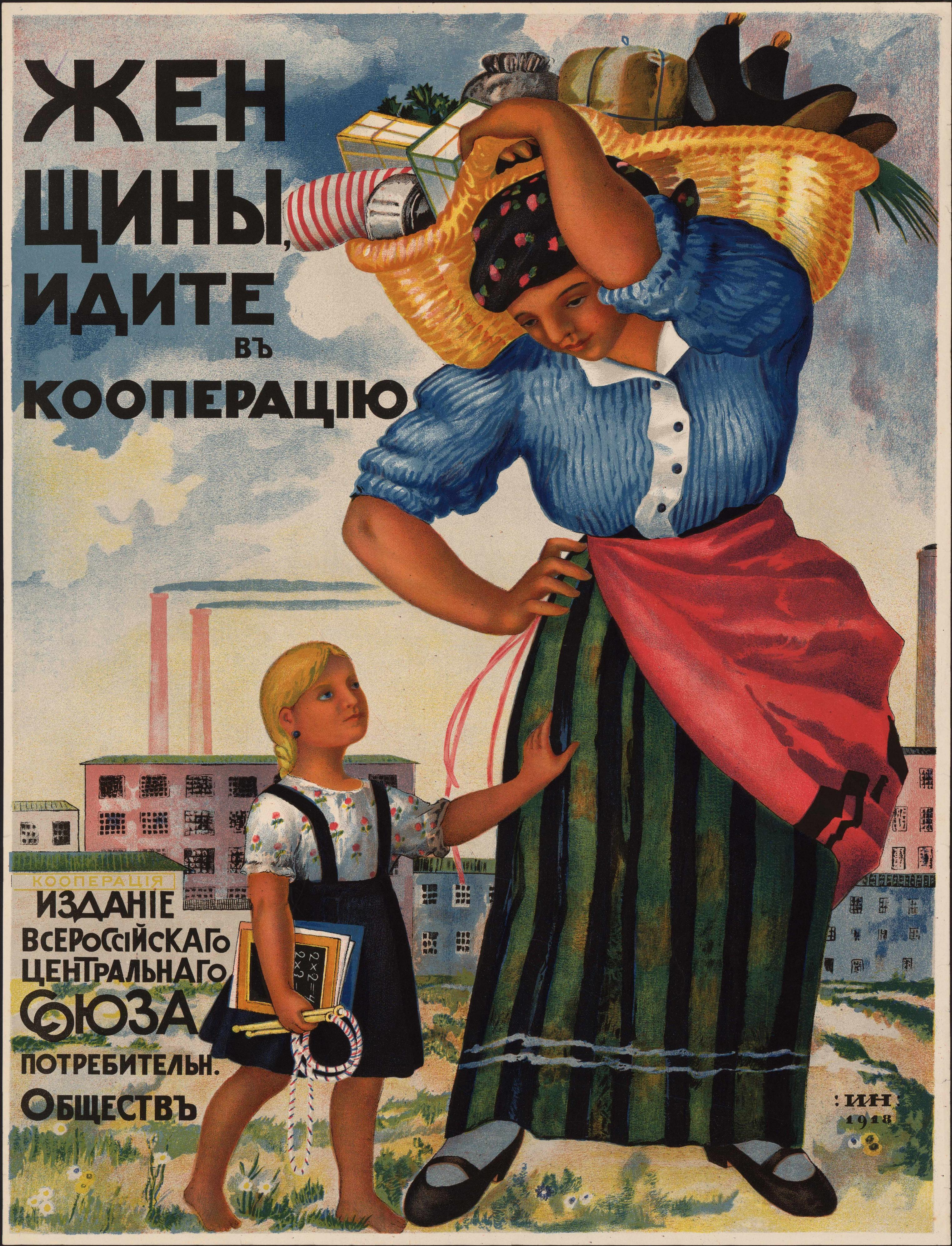
I. Nivinskiy - Femmes, allez à la coopérative (1918).
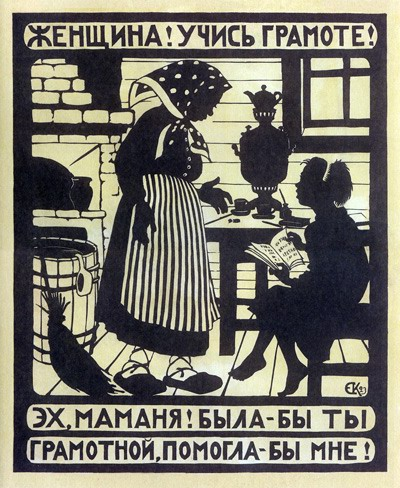
E. Kruglikova -Femme ! Apprends à lire et à écrire (1923).
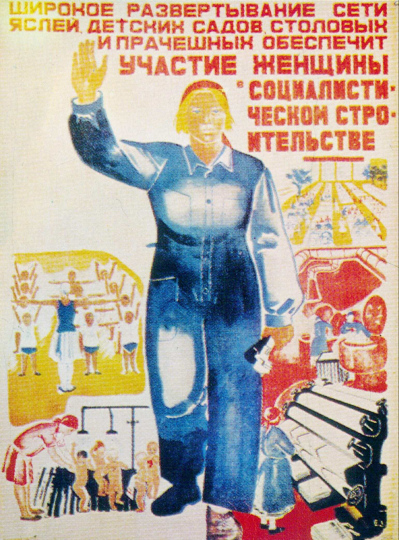
Crèches, maternelles, cantines, buanderies permettent à la femme de participer à la construction socialiste (1931).

### Agitation et propagande
Le Jenotdel s'appuie sur des supports écrits, qui font l'objet d'une large diffusion : articles dans les journaux, bulletins hebdomadaires, affiches, un périodique mensuel théorique, La Communiste, tiré à 30 000 exemplaires, et les revues La Travailleuse et Krestianka, diffusées plus largement. Avec 18 autres publications, le chiffre de 670 000 exemplaires est atteint en 1930.
Le travail d'agitation et de propagande se fait aussi sous forme de meetings ou de réunions de femmes. Il s'adresse aux membres du parti, mais vise à en élargir la base, avec comme principal objectif de toucher les ouvrières, paysannes ou ménagères qui ne sont pas organisées. Cette activité prend notamment les « soubotniks », ou samedis communistes (суботники) journées de travail volontaire, qui prétendent souder autour de projets collectifs. Les conférences de déléguées, nationales ou régionales en sont un autre levier.
Les actions du Jenotdel sont une composante du travail de propagande bolchevique, et constituent des points d'appui pour celui-ci : ainsi, l'école où sont dispensés les cours d'alphabétisation est aussi celle qui servira à une occasion d'école du Parti. Mais elles ont également leur dynamique propre, attribuent aux femmes de nouveaux rôles sociaux, économiques et politiques et les font sortir, dans une pratique féministe, de ceux d'épouse et de mère auxquelles elles étaient confinées.

### Activité juridique
Le Jenotdel a l'initiative des différents décrets pris par le conseil des commissaires du peuple dans les domaines du droits, de la famille, de la santé et de la situation patrimoniale des femmes. Il est, en tout état de cause, consulté dans l'élaboration des textes portant sur ces sujets.
Les discussions au sein du Jenotdel montrent des divergences internes. Après la vague de décisions d'inspiration féministe qui a suivi la révolution d'octobre, les débats deviennent également plus tendus au sein du parti et de l'appareil soviétique. Le décret autorisant l'avortement, dont le principe avait été décidé en 1918, est cependant pris le 18 octobre 1920. La motivation finalement affichée est en retrait du discours d'Alexandra Kollontaï : elle fait référence aux préoccupations « de santé et d'intérêt de la race » plus qu'aux droits de la femme.
Les projets sur la contraception n'aboutissent pas, bien qu'une circulaire du commissariat du peuple à la santé préconise en 1923 une information des femmes sur les moyens contraceptifs dans les consultations féminines et les cliniques gynécologiques, et Olga Kameneva, membre du bureau du Jenotdel, apporte auparavant son soutien au commissaire à la santé Nikolaï Semachko, d'avis que la contraception est« incontestablement néfaste ».
En revanche, en 1921, Alexandra Kollontaï indique, dans une intervention devant la 3e conférence des responsables régionales du Jenotdel, que celui-ci s'est opposé, avec succès, à la pénalisation de la prostitution et à l'envoi dans des camps de travail des prostituées.
Le Jenotdel acquiert également des compétences dans le contrôle et la défense de l'effectivité du droit du travail, avec la création en 1924 de commissions pour l'étude et l'amélioration du travail des femmes.

### L'Orient soviétique
Dès le 3e congrès de l'Internationale communiste (Komintern), en 1921, qui définit dans quelles conditions les partis communistes doivent agir « parmi les femmes », des principes d'action sont fixés pour les femmes de l'Est soviétique : ils prévoient d'y reconnaitre les mêmes droits pour les hommes et les femmes, et par exemple, de les faire entrer dans les soviets, ou comme juges et jurées dans les tribunaux. Ils recommandent également de s'appuyer sur l'intelligentsia, notamment les enseignantes, et d'éviter les attaques brutales contre les croyances religieuses et les traditions.
L'action parmi les femmes de l'Est soviétique n'est en pratique initiée qu'après la fin de la guerre civile, et elle devient une des priorités marquantes du Jetnotel. Le 13e congrès du PCU(b), en 1924, affecte des fonds, au niveau national et local, pour organiser des réunions des déléguées et des associations. La lutte contre les mariages arrangés et la polygamie est mise en avant, de même les formes d'action déjà pratiquées par le Jenotel (éducation à l'hygiène et la santé, formation, coopératives de consommation et de production, etc.). Les femmes d'Asie centrale exercent pour la première fois leur droit de vote en 1924, et c'est également l'occasion de leur sortie de la sphère familiale. Des meetings et des défilés sont organisés, notamment le 8 mars, avec des slogans comme « assez du voile ».
Clara Zetkin, avec peut-être trop de confiance dans ses interprètes, et par ailleurs lucide dans d'autres passages de ses souvenirs sur les progrès restant à faire pour les droits des femmes en Union soviétique, rapporte ainsi les propos tenus devant elles par des femmes musulmanes en Géorgie :

« Le père nous vendait comme un jeune agneau à peine avions nous atteint l'âge de dix ou douze ans. Le mari exigeait tendresse et amour, même lorsqu'il nous dégoûtait. Il nous battait à coup de bâton ou de fouet. Nous devions le servir jour et nuit, comme des esclaves. [Depuis la révolution] nous choisissons nous-même notre mari, et il n'a pas le droit de nous traiter comme s'il était notre seigneur et maître. [...] Si nous avons à nous plaindre de lui, d'un voisin, d'un responsable nous allons devant le tribunal populaire. Celui-ci nous donne raison si nous avons raison. »

Elle assiste également à Batoumi à une scène illustrant les modalités du travail d'agitation et de propagande :

« Un grand meeting a été organisé. Beaucoup de femmes sont dans la salle, et parmi elles nombreuses sont celles qui portent le voile. À la tribune, ce sont des hommes qui se succèdent. Soudain une femme voilée se lève, s'avance, monte sur l'estrade. On lui donne la parole. Brusquement elle arrache son voile. Dans l'assistance, on crie, d'indignation, de surprise, d'approbation aussi. C'est la première fois qu'à Batoum une femme musulmane arrache son voile. L'effet est énorme, indescriptible. D'autres femmes arrachent le voile qui cache leur visage.... »

Ces modes d'action se durcissent à partir de 1926, et les déléguées du Jenotdel en viennent à organiser des défilés protégés par la milice.

## Organisation et cadres

### Organisation régionale et locale
Organisation pyramidale, le Jenotdel est représenté dans toutes les régions et républiques autonomes soviétiques, dans un des commissariats au peuple, ainsi que dans les instances régionales et locales du PCU(b), dans lesquelles une structure homonyme est généralement créée, constituant le réseau des jenotdely ou jenotdels (женотделы). C'est au niveau des régions et des districts urbains ou ruraux, ainsi que des entreprises, que porte l'effort de recrutement des déléguées, dont le nombre atteint 95 000 en 1922 et monte jusqu'à 620 000 en 1926-1927.
Les moyens, notamment pour l'organisation des établissements, sont également dégagés à ce niveau. Le fonctionnement est en réseau, avec des conférences des déléguées régionales, et également des réunions régionales ou locales. Le Jenotdel communique largement par la voie de circulaires, enquêtes et rapports. Des formations pour les cadres les plus actives doivent être intégrées dans les programmes des écoles du parti. Cette organisation est conforme aux principes consacrés par le 3e congrès de l'Internationale communiste (Komintern), en 1921, qui sont en fait ceux du Jenotdel et du PCU(b),.
Deux générations se côtoient, et les bolcheviques de la première heure sont rejointes par un nombre important de femmes sans expérience militante, qui sont largement majoritaires, en particulier dans les régions périphériques. Les quelques données disponibles indiquent que ces déléguées sont jeunes (22 ans en moyenne pour les responsables des jenotdely, indépendantes, c'est-à-dire célibataires et sans enfant à charge, mobiles, et appelées à une ascension sociale au sein du parti, comme le montre le parcours de la poétesse tatare Zakhida Bournacheva.

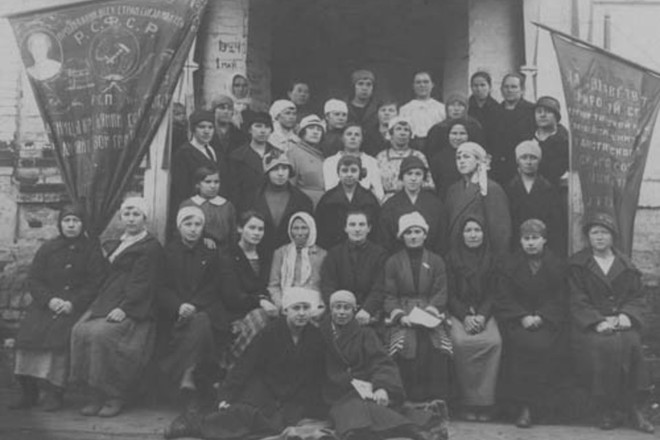
Première réunion du jenotdel de l'Amour (1920).
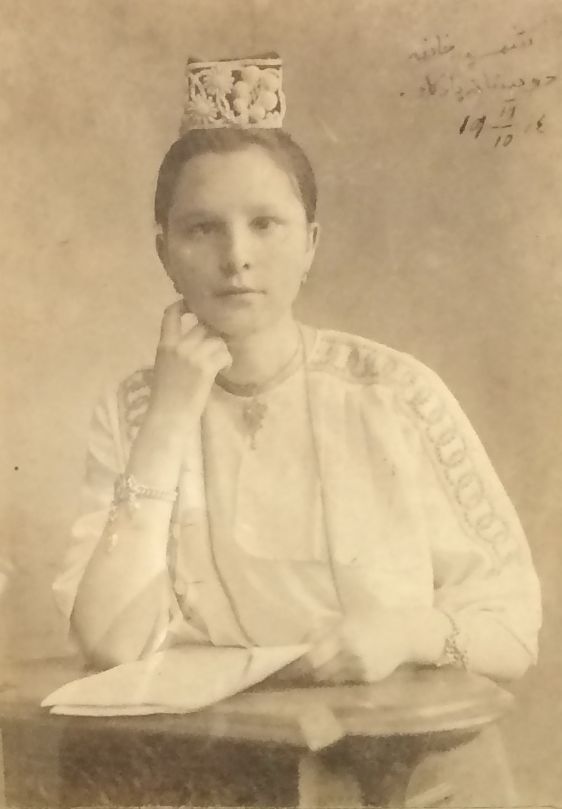
Zakhida Bournacheva, déléguée d'Ouzbékistan, instructrice du Jenotdel à Moscou.
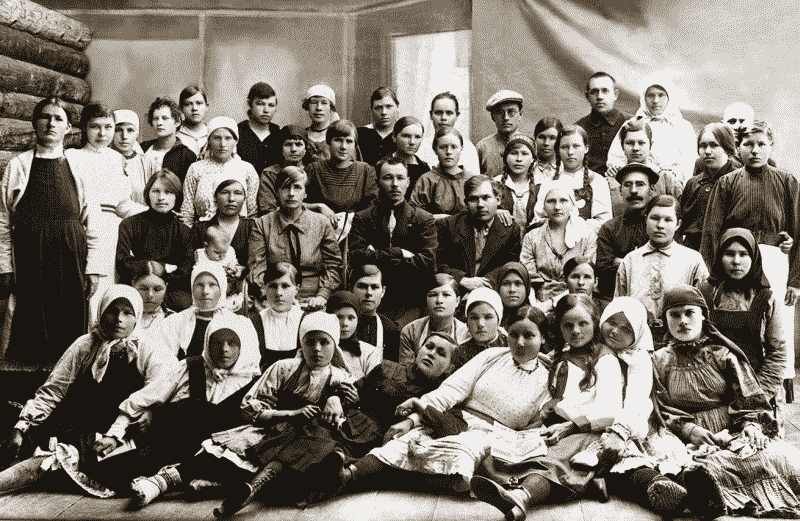
Premier cours de femmes cadres du PCU(b) en Tchouvachie (1925).

### Dirigeantes
L'instance centrale fait en revanche une large place aux bolcheviques historiques. Les dirigeantes successives du Jenotdel sont Inès Armand (1918-1920), Alexandra Kollontaï (1920-1922), Sofia Smidovitch (1922-1924), Klavdia Nikolaïeva (1924-1926) et Aleksandra Artioukhina (1926-1930).
D'autres cadres expérimentées sont engagées dans le Jenotdel, comme Konkordia Samoïlova, à l'origine de la convocation de la conférence de novembre 1918 avec Inès Armand et Alexandra Kollontaï, ou encore Elena Stassova et Ievguenia Bosch.
Des sources mentionnent l'implication ou le soutien de Nadejda Kroupskaïa, Maria Oulianova, Anna Ielizarova-Oulianova, Rosalia Zemliatchka, et Fedosia Ilinitchna, ou encore de Maria Iasneva-Goloubeva et Lioudmila Menjinskaïa.

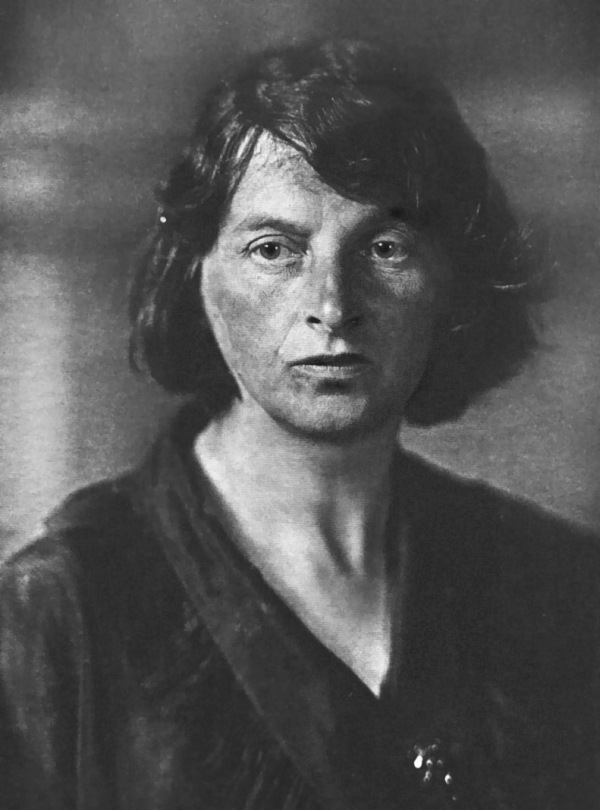
Inès Armand
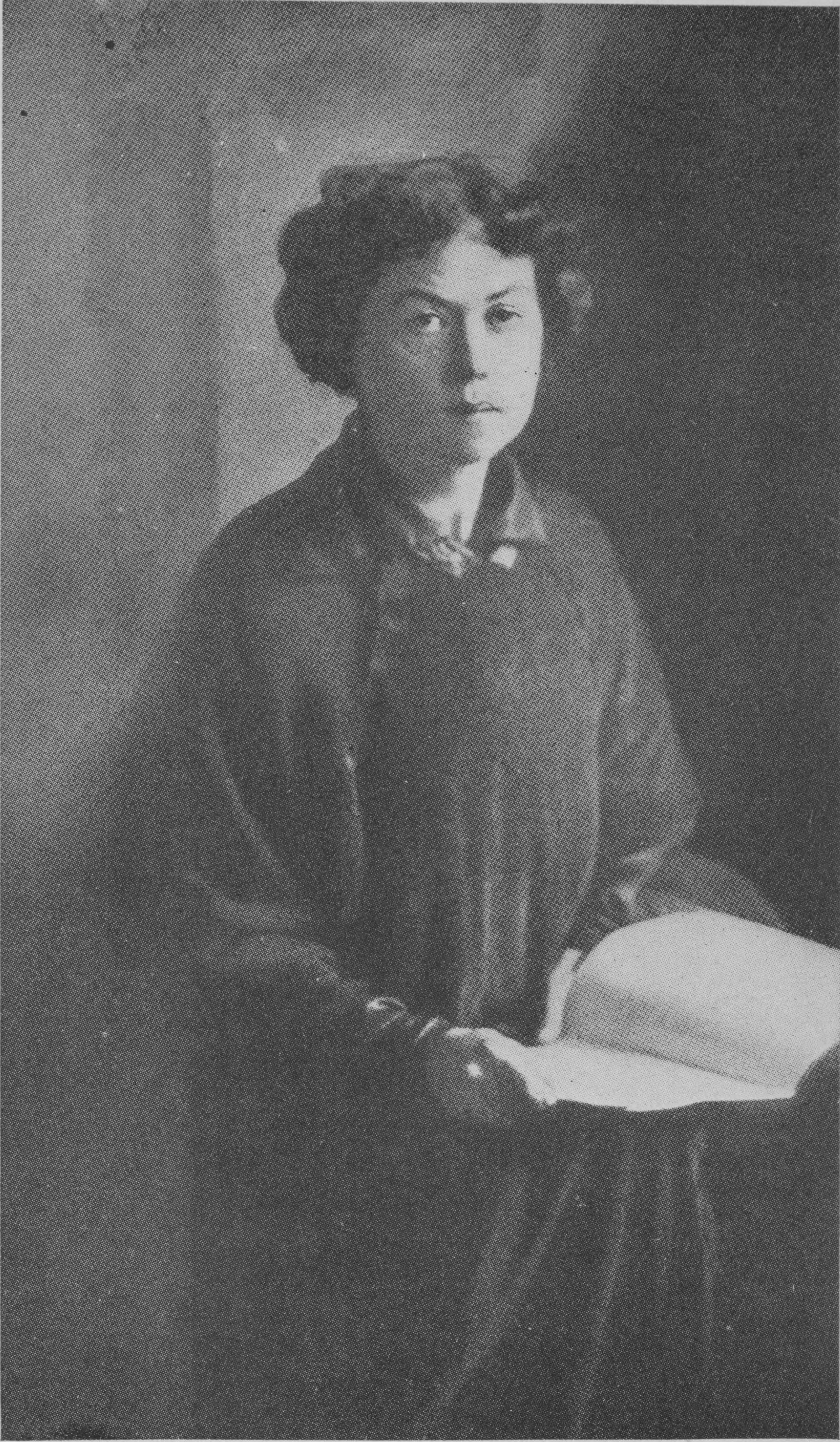
Alexandra Kollontaï
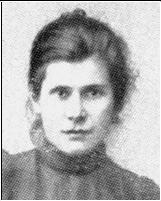
Sofia Smidovitch
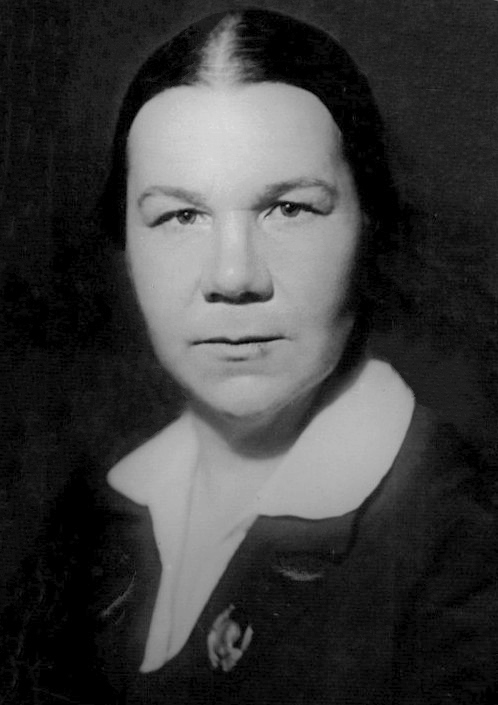
Klavdia Nikolaïeva
Aleksandra Artioukhina
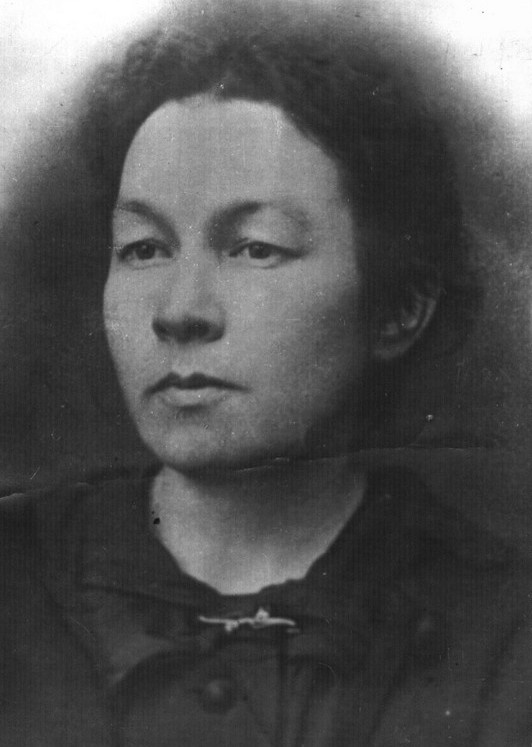
Konkordia Samoïlova
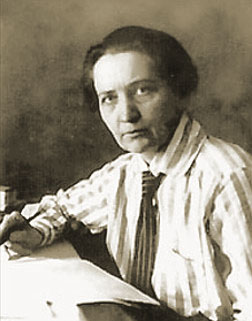
Ievguenia Bosch
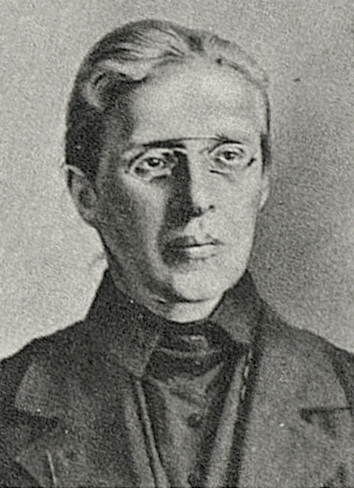
Elena Stassova
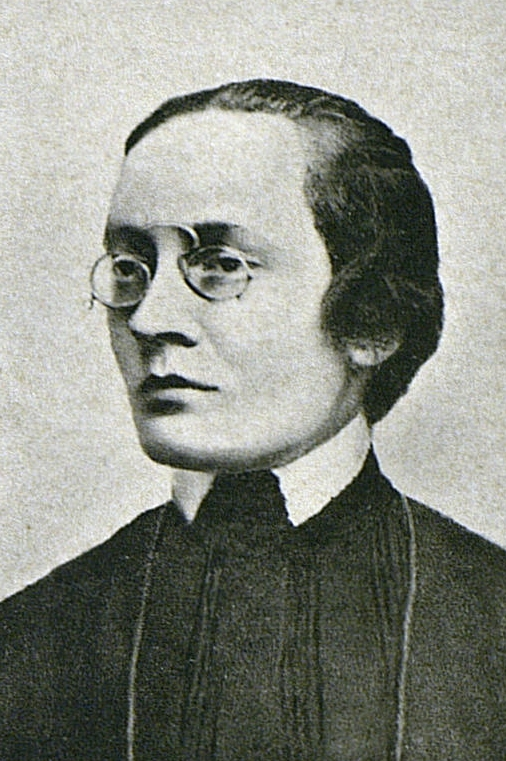
Rosalia Zemliatchka
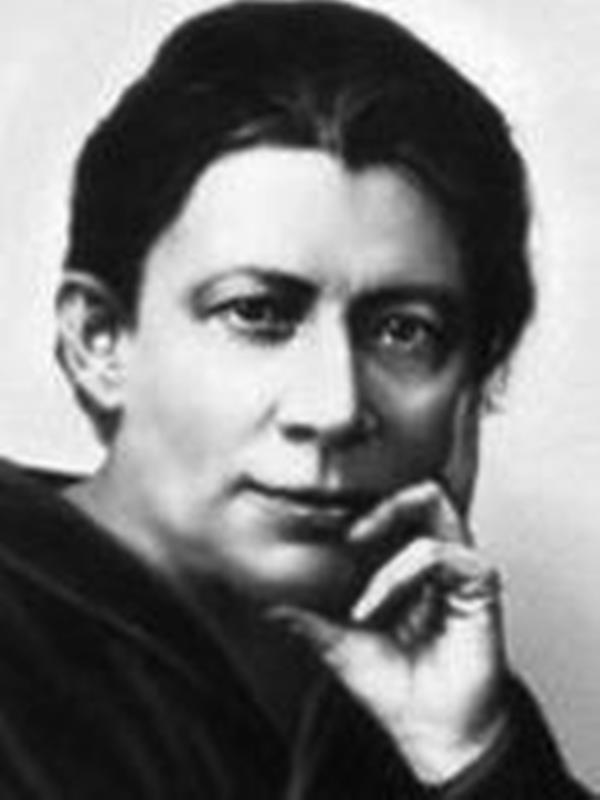
Anna Ielizarova-Oulianova

## Vers la dissolution

### Résistances au sein du PCU(b)
De question de principe, la mise en place d'une organisation particulière pour les femmes devient réalité, et dès 1921 de nouvelles réserves s'expriment au sein du parti bolchevique. Une enquête est alors faite par le Jenotdel auprès des régions. Les réponses, incomplètes, sont favorables au maintien de la nouvelle organisation, mais elles font aussi une liste de griefs à son encontre : inefficacité du travail parmi les femmes, redondance avec l'activité des autres comités et des unions professionnelles, isolement du comité féminin, incapacité des comités du parti à prendre au sérieux le travail en direction des femmes, difficulté du travail parmi les femmes dans un contexte de bouleversement social, etc..
Dans certaines régions, la dissolution des jenotdels et l'intégration de leur activité au sein des départements de l'agitation et de la propagande du PCU(b) commence dans le début des années 1920. Quand elle n'est pas organisationnelle, la contestation se porte sur le terrain idéologique : une résolution du XIIe congrès du parti, en 1923, dénonce par exemple « l'apparition de certaines bases pour des tendances féministes », qui peuvent conduire « la partie féminine des travailleurs à se détacher de la lutte des classes générale ».

### Affaiblissement et crise interne
Pour partie, cette hostilité est le fait de l'appareil, largement masculin, du parti bolchevique, pour partie elle est le prolongement d'un débat constant au sein du féminisme socialiste. Ce débat est également présent au sein du Jenotdel. Le volontarisme d'Alexandra Kollontaï n'est pas partagé par toutes, et les positions sont diverses et changeantes. L'évolution des positions de Konkordia Samoïlova, dont l'engagement féministe n'est pas contestable (elle est à l'origine de la revue La Travailleuse et organise les premières journées internationales des femmes en Russie les 8 mars 1913 et 1914) l'illustre : en 1917, elle craint la division des travailleurs, en 1918, elle soutient l'idée d'une organisation spécifique aux femmes au sein du parti. Dans un sens inverse, Sofia Smidovitch, qui dans sa carrière militante a à plusieurs reprises dirigé dans les régions le « travail parmi les femmes », lorsqu'elle prend la direction du Jenotdel en 1922, y voit un « asile pour ceux ou celles qui sont incapables de travailler ».
La mort d'Inès Armand en 1920, celle de Konkordia Samoïlova en 1921, la mise à l'écart progressive d'Alexandra Kollontaï, qui soutient et se consacre à l'opposition ouvrière au sein du PCU(b), celle également de Klavdia Nikolaïeva, affaiblissent significativement le Jenotdel. Sur le terrain, face à des activistes forgés par la clandestinité sous l'empire, deux révolutions et la guerre, sans compter les luttes d'appareils, les jeunes déléguées des jenotdels manquent d'expérience et de moyens.

### Hostilité de la population
Ces dernières se heurtent aussi dans leur activité à de fortes résistances externes, notamment dans la remise en cause de la famille traditionnelle. En 1921, Alexandra Kollontaï alerte sur la multiplication des comportements hostiles envers elles de la part de nombreuses femmes, qui craignent que la création des jardins d'enfants et des écoles n'amène à la destruction de la famille et à des relations indifférentes entre les parents et les enfants, ainsi que l'affrontement avec les églises.
Dans les républiques d'Asie centrale, où s'est porté l'activisme militant du Jenotdel, ses déléguées sont agressées, notamment lors du 8 mars 1927, ou au Turkménistan et en Ouzbékistan, où 203 activistes sont tuées en 1928. 300 femmes auraient été tuées en 1929 en Asie centrale. De telles agressions ont aussi lieu dans l'oblast d'Arkhangelsk, et en Ukraine, avec trois meurtres dans l'oblast de Tcherkassy. Une rubrique est consacrée à Nos victimes (Наши жертвы) dans La communiste.

### Dissolution du secrétariat international aux femmes du Komintern

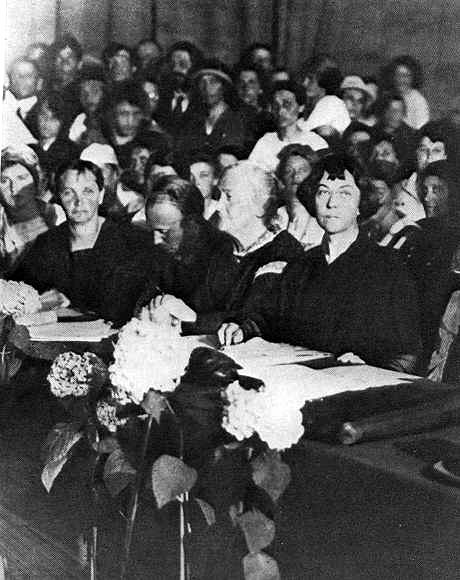
Clara Zetkin et Alexandra Kollontaï au congrès de l'Internationale communiste de 1921.

La conception du « travail parmi les femmes », telle que défendue par Alexandra Kollontaï, avait été soutenue par le secrétariat international aux femmes du Komintern, que dirigeait Clara Zetkin, et adoptée à l'été 1921 par tous les partis communistes d'Europe lors du 3e congrès de l'internationale communiste. Mais ce secrétariat est transféré de Berlin à Moscou en 1925, avant d'être mis en sommeil. Il est ensuite rattaché directement au comité exécutif du Komintern, et soumis directement à Varvara Mojrova, secrétaire de la section femmes du comité central du PCU(b).
En mars-avril 1926, ce comité exécutif oppose à « la constitution d'organisations de femmes prolétariennes » « le principe fondamental de la politique marxiste-léniniste qu'il ne doit pas y avoir d'organisations séparées des femmes communistes », craignant que de telles organisations ne favorisent « la renaissance du féminisme et de formes d'agitation sociales-démocrates ».
Après la prise de contrôle du Komintern par Staline, les jours du Jenotdel sont ainsi comptés. Clara Zetkin, privée de toute influence, se rendra cependant en URSS pour un voyage d'étude sur la situation des femmes dans les républiques soviétiques, notamment musulmanes.

### Dissolution du Jenotdel
En janvier 1930, le Jenotdel est dissous, ses fonctions sont dévolues au Jensektor (section des femmes) du département de l'agitation et des campagnes de masse, qui existera jusqu'en 1934. Le parti considère que la « question de la femme » a été résolue en URSS,.
La disparition du Jenodel constitue ainsi une étape de la stalinisation du parti et de l'URSS, moins sanglante que celles qui suivront. Elle consacre également le succès de la résistance idéologique au féminisme et à l'émancipation des femmes et le retour à une vision traditionnelle de la famille, qui donnera lieu en 1935 et 1936 à une nouvelle politique familiale, reposant sur l'interdiction de l'avortement ou la création d'un « ordre de la gloire maternelle » pour les femmes ayant élevé de 7 à 9 enfants.

### Après le Jenotdel
Dans le contexte d'une industrialisation volontariste, et du slogan « les femmes à la production », des conseils des femmes (женсоветы, jensoviets) sont organisés informellement dans les entreprises pour suivre les questions de la protection de la santé et de la sécurité des travailleuses, Le XVIe congrès du parti consacre cette organisation décidant de poursuivre les réunions de leurs déléguées, dans les entreprises pour les ouvrières, dans des réunions territoriales les déléguées des kolkhoziennes.